# ولنگاری (مجموعه‌داستان)
ولنگاری، نگارش  ۱۳۲۳ مجموعهٔ شش قضیه استهزاآمیز از صادق هدایت است که همراه علویه خانم در یک کتاب منتشر شده‌است.

## معنی
لغت‌نامه دهخدا ولنگاری را سهل‌انگاری و بی‌قیدی تعریف می‌کند. ولنگاری در میان فارسی‌زبانان دارای بار معنایی منفی است.